# Ahmed Dini Ahmed
Ahmed Dini Ahmed (ur. 1932 w okręgu Obock, w Somalii Francuskiej, obecnie Dżibuti, zm. 12 września 2004 w Dżibuti) – polityk Dżibuti.
W latach 1959–1960 był wiceprezydentem Rady Rządowej, 1967–1972 ministrem spraw wewnętrznych, a 1977–1978 premierem. W kolejnych latach przeszedł do opozycji, współtworzył Ludową Partię Dżibuti (1981), następnie emigrował i kierował jednym z ruchów zbrojnych, prowadzących walkę z siłami rządowymi. Nie podporządkował się porozumieniu między walczącymi stronami w grudniu 1994, zawarł dopiero układ pokojowy w 2000. 22 marca 2000 powrócił do Dżibuti; kierował opozycją w pierwszych wielopartyjnych wyborach parlamentarnych w Dżibuti w styczniu 2003. Partie opozycyjne poniosły w tych wyborach porażkę, nie zdobywając żadnego miejsca w parlamencie; Ahmed oskarżył władze o fałszerstwa wyborcze.